# Kevin Bracken
Kevin M. Bracken (ur. 29 października 1971) – amerykański zapaśnik w stylu klasycznym. Olimpijczyk z Sydney 2000, gdzie zajął szóste miejsce w wadze do 63 kg. Czterokrotny medalista Mistrzostw Panamerykańskich, złoty w 2003. 
Pierwsze miejsce w Pucharze Świata w 1996; drugi w 2001 roku. Zawodnik Illinois State University. W 2005 roku zaliczony do Galerii Sławy tego uniwersytetu.
19 stycznia 2002 roku zaliczył epizod w zawodowym MMA. Na gali w Portland pokonał Mike Joneta. W 2005 w walce amatorskiej wygrał z Troyem Talaverem.